# Ljungby Arena
Ljungby Arena är en arena i Ljungby i Kronobergs län. Anläggningen består av två ishallar, pub och restaurang och fungerar som IF Troja-Ljungbys hemmaarena.
Den ursprungliga hallen byggdes 1981 under namnet Sunnerbohov. En större om- och utbyggnad skedde 2015 där den byggdes ihop med den gamla träningshallan (Trojahallen) och nuvarande namn antogs. Ljungby Arena invigdes den 24 oktober 2015 när Troja tog emot Vimmerby HC inför 3122 personer.
Publikrekordet i Ljungby Arena sattes den 7 april 2016 när Tre Kronor spelade en landskamp mot Schweiz i arenan. Publikrekordet när Troja spelat match är 3252 personer, detta rekord satts den 11 april 2017 i kvalserien mot Hockeyallsvenskan. Motståndet var Södertälje SK.
Publikrekord 
- 4050 mot Brynäs 1997

- 3774 mot AIK 1998

- 3750 mot MoDo 1985

- 3748 mot Hammarby 1993

- 3723 mot Växjö 2003

- 3592 mot Västerås 1997

- 3569 mot Färjestad 1994

- 3510 mot Södertälje 1992

- 3454 mot Leksand 2013

- 3450 mot Södertälje 1997

- 3440 Tre Kronor-Schweiz 2016

- 3365 mot Björklöven 1997

- 3364 mot Team Boro 1991

- 3322 mot HV71 1984

- 3302 mot Frölunda 1995

- 3287 mot Modo 1985

- 3285 mot HV71 1985

- 3282 mot Västervik 2016

- 3171 mot Huddinge 2017

- 3265 mot Frölunda 1984

- 3252 mot Södertälje 2017

- 3251 mot Brynäs 1996

- 3221 mot Växjö 2005
- 3216 mot Hudiksvall 2025

- 3213 mot HV71 1983

- 3211 mot Leksand 2001

- 3196 mot Oskarshamn 2018

- 3156 mot Rögle 1995

- 3155 mot Björklöven 1998

- 3140 mot Rögle 1985

- 3138 mot Tingsryd 1995

- 3122 mot Vimmerby 2015

- 3116 mot Tingsryd 2015

- 3111 mot HV71 1985

- 3051 mot Mora 1982

- 3020 mot Leksand 1992

- 3012 mot Rögle 1996